# Фаетон
Фаетон (грец. Φαέθων) — син Геліоса й океаніди Клімени (варіант: мисливця Кефала та богині світанку Еос). Також Фаетон — епітет Геліоса. На честь нього названа гіпотетична планета.

## Міф про Фаетона
Фаетон, сумніваючись у тому, хто його батько, спитав у Геліоса, чи дійсно він його син. Геліос заприсягнувся, що так, і дав слово виконати будь-яке бажання сина на знак підтвердження своїх слів. Фаетон попросив правити один день сонячною колісницею. Геліос, хоч і відмовляв сина, мусив згодитися.
Побачивши землю далеко внизу та сузір'я Скорпіона, Фаетон злякався і не втримав віжки, не втримав безсмертних коней, збився з дороги й віддалився від землі, через що там настали холоди. Тоді він наблизився до землі, яка внаслідок цього мало не згоріла: запалали поля і ліси, рівнини розверзлися, а в містах почалися пожежі.
Бачачи нещастя, Зевс ударом блискавки розбив колісницю, тіло нерозважливого сміливця впало в річку По (або Ерідан). Сестри Фаетона з туги перетворилися на тополі й вільху, а їхні сльози — на бурштин.

## Трактування міфу про Фаетона
Дослідники пояснюють виникнення міфу про Фаетона давнім щорічним обрядом принесення в жертву юнака з царського роду. Жертвопринесення відбувалося в найкоротший день року. Справжній цар розігрував власну смерть і поховання, а жертві давалися всі його титули, почесті і регалії влади. У Фракії його розчленяли жриці в масках коней, у Коринфі — прив'язували до колісниці, запряженої кіньми, та відпускали її в поле, де колісниця тягала юнака, поки той не помирав. Після цього справжній цар повертався.
Наведений фрагмент тексту Роберта Грейвса, присвячений міфу про Фаетона, містить ряд тверджень, які виходять за межі загальноприйнятих інтерпретацій цього міфу і вимагають критичного ставлення.
Грейвс пропонує надзвичайно оригінальну інтерпретацію, пов'язуючи міф про Фаетона з ритуальним жертвоприношенням молодих царів та циклічністю царської влади. Однак, для таких сміливих тверджень дуже складно знайти прямі підтвердження в древніх текстах.
Автор також проводить паралелі між грецькою міфологією та ритуалами інших культур, що може бути не зовсім коректним. Культурні контексти можуть суттєво відрізнятися, і прямі порівняння можуть бути помилковими.
Деякі висновки Грейвса носять досить спекулятивний характер. Наприклад, твердження про те, що Фаетон є одним з імен Геліоса, базується на поодиноких згадках в "Іліаді" та "Одіссеї" і не є загальноприйнятим серед науковців.
Важливо розуміти, що в науковому співтоваристві немає єдиної думки щодо тлумачення міфу про Фаетона. Існує безліч різних підходів і точок зору, а інтерпретації Грейвса є лише однією з можливих.
Також міф про Фаетона трактується як опис падіння метеорита чи астероїда. Ураження колісниці блискавкою пояснюється як спалах, яким супроводжувалось таке падіння, а розверзення землі — як утворення кратера. Місцем падіння вважається острів Сааремаа в Балтійському морі у VIII—VII ст. до. н. е. Греки, якщо і не бачили падіння, могли дізнатися про нього від торговців бурштином, що добувався в Балтійському морі.

## Фаетон у мистецтві

Пітер Пауль Рубенс. Падіння Фаетона

Поетичний міф про Фаетона опрацювали Евріпід (трагедія «Фаетон», від якої збереглися нечисленні уривки) та Овідій («Метаморфози»). Мотиви міфа відбито на давньогрецьких монетах, у вазописі, у творах Леонардо да Вінчі, Мікеланджело, Джуліо Романо, Я. Тінторетто, П. П. Рубенса, Н. Пуссена, П. Пікассо, в музиці Д. Скарлатті та К. Сен-Санса.
У «Правдивій історії» Лукіана Самосатського Фаетон зображений царем Сонця, який воює з володарем Місяця — Ендіміоном.